# Huhtamäki
Huhtamäki Oyj är en finländsk koncern som grundades 1920 i Gamlakarleby som sötsaksfabrik. 
Grundaren, bergsrådet (1945) Heikki Huhtamäki (1900–1970), bildade 1940 för sina företag ett holdingbolag, Huhtamäki-yhtymä Oy, vars aktiemajoritet han 1943 donerade till Finska kulturfonden. Huthamäki har under efterkrigstiden radikalt omstrukturerats. År 1932 köptes sötsaksfabriken Hellas i Åbo och 1983 den amerikanska sötsakskoncernen Leaf, vars verksamhet i USA avyttrades 1996 till förmån för ytterligare investeringar i Europa. Men 1999 nedlade Huhtamäki all sin verksamhet inom sötsaksbranschen.
År 1935 grundade Huhtamäki i Åbo konservfabriken Jalostaja och 1946 dryckesfabriken Marli, vilka bägge såldes 1992. År 1949 grundades läkemedelsfabriken Leiras (Åbo) och Lääketukku. År 1985 köptes Medica och 1987 Star och Rohto. Åren 1996–1997 drog sig Huhtamäki tillbaka från läkemedelsbranschen. Till koncernen hörde även 1973–1984 metallindustrin Lönnström Oy i Raumo. Ett stort antal andra företag, främst inom livsmedelsbranschen, har även hört till koncernen.
År 1962 inleddes tillverkningen av engångsförpackningar (Polarpak) i Tavastehus, som 1988, 1997 och 1998 kompletterades genom förvärv av flera utomeuropeiska fabriker. År 1999 köpte Huhtamäki den världsomfattande nederländska förpackningskoncernen Van Leer, vars gren för tunga industriemballage såldes följande år. Idag tillverkar Huhtamäki konsumentförpackningar för livsmedelsindustrin, plastfilm för handelns färskvaror samt engångskärl för konsumentbruk. De största fabrikerna finns i bland annat olika europeiska länder, USA, Australien och Brasilien. Tavastehus är Huhtamäkis enda fabriksort i Finland. Omsättningen var 2003 2 108 miljoner och antalet anställda 15 500.